# Mrównik (rodzaj)
Mrównik (Orycteropus) – rodzaj ssaków z rodziny mrównikowatych (Orycteropodidae). 

## Zasięg występowania
Rodzaj obejmuje jeden żyjący współcześnie gatunek występujący w Afryce.

## Morfologia
Długość ciała (bez ogona) 94–142 cm, długość ogona 44–63 cm; masa ciała 40–65 kg. 

## Systematyka
Rodzaj zdefiniował w 1796 roku francuski zoolog Étienne Geoffroy Saint-Hilaire na łamach  Bulletin de la Société Philomathique, à ses Correspondans. Na gatunek typowy wyznaczono mrównika afrykańskiego (O. afer).

### Etymologia
Orycteropus: gr. ορυκτηρ oruktēr, ορυκτηρος oruktēros ‘górnik, kopacz’, od ορυσσω orussō ‘kopać’; πους pous, ποδος podos ‘stopa’.

### Podział systematyczny
Do rodzaju należy jeden występujący współcześnie gatunek:
- Orycteropus afer (Pallas, 1766) – mrównik afrykański

Opisano również gatunki wymarłe:
- Orycteropus crassidens MacInnes, 1956[9] (Kenia; plejstocen)
- Orycteropus djourabensis Lehmann, Vignaud, Mackaye & Brunet, 2004[10] (Czad; pliocen).